# Golden Grove (Carmarthenshire)

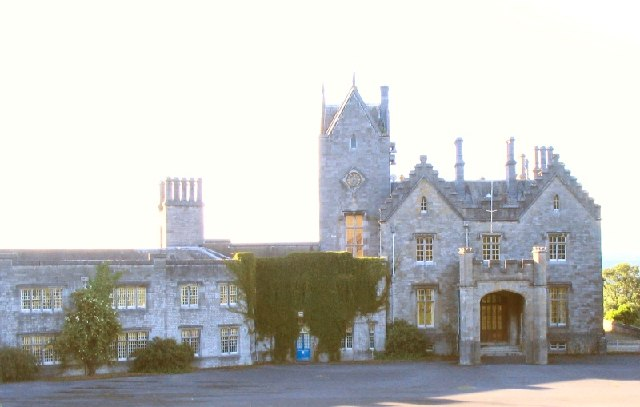
Das Herrenhaus von Golden Grove

Golden Grove (walisisch Gelli Aur) ist ein Herrenhaus in Wales. Das als Kulturdenkmal der Kategorie Grade II* klassifizierte Anwesen liegt etwa 4 km südwestlich von Llandeilo in Carmarthenshire.

## Geschichte
Der walisische Landadlige John Vaughan erwarb 1541 und 1546 große Teile der Besitzungen des walisischen Adligen Rhys ap Gruffydd FitzUrien, der 1531 wegen Hochverrat hingerichtet worden war. In den 1550er und 1560er Jahren ließ er unweit des alten Dinefwr Castle ein neues Herrenhaus errichten. Die Familie Vaughan kam im 17. Jahrhundert zu großem Reichtum, und 1628 wurde John Vaughan (1572–1634) zum Earl of Carbery erhoben. Das alte Herrenhaus brannte 1729 ab, unter John Vaughan (1693–1765) wurde von 1754 bis 1757 ein neues Herrenhaus im Georgianischen Stil errichtet.
Dessen Enkel John Vaughan, der keine männlichen Nachkommen hatte, verkaufte das Anwesen an John Campbell, 1. Baron Cawdor. John Campbells Sohn John Frederick, der nach dem Tod seines Vaters 1821 das Anwesen erbte, wurde 1827 zum Earl Cawdor erhoben. Er beauftragte Sir Jeffry Wyatville mit dem Neubau des Herrenhauses, das zwischen 1826 und 1831 errichtet wurde. Da Wyatville zeitgleich auch Windsor Castle für den König umbaute und auch andere Bauaufträge annahm, zogen sich die Bauarbeiten sieben Jahre lang hin, bis die Stallungen 1834 vollendet wurden. Das Haus blieb bis in die 1930er Jahre im Besitz der Familie Campbell, die dann wieder nach Nairnshire zog. Während des Zweiten Weltkriegs waren Einheiten der US Air Force in dem Haus untergebracht. 1952 wurde das Anwesen an das Carmarthen County Council verpachtet. Bis 2003 diente es als Teil des Gelli Aur Campus des Coleg Sir Gar, einer staatlichen Landwirtschaftsschule. 1976 erwarb das County Council auch den angrenzenden 24 ha großen Park, um ihn als Country Park zu öffnen. Wegen der hohen Unterhaltskosten verkaufte das Carmarthen County Council 2011 wieder das Herrenhaus und den Park. Derzeit werden Gebäude und Park renoviert, der Park ist nur begrenzt zugänglich.

## Anlage
Das weitläufige Anwesen liegt in einer Parklandschaft auf einer Anhöhe nördlich des Afon Tywi. Die Hauptzufahrt erfolgt von dem Dorf Golden Grove. Das Herrenhaus wurde im Neo-Tudorstil mit Einflüssen aus dem schottischen Baronialstil errichtet, es ähnelt Lillieshall in Salop, das Wyatville zur gleichen Zeit für den mit dem Earl of Cawdor verwandten Duke of Sutherland erbaute. Die Anlage besteht aus dem Herrenhaus, einem angrenzenden quadratischen Uhrturm, dem niedrigeren Wirtschaftsflügel und den um einen Innenhof angelegten Stallungen.
Das Anwesen ist aus dunklem Kalkstein errichtet. Das breit gelagerte Herrenhaus besitzt über einem hohen Kellergeschoss zwei Hauptgeschosse. Nach Norden und Süden besitzt es je einen doppelten Stufengiebel, an den anderen Seiten ist das steile Schieferdach teilweise durch eine Brüstung verdeckt. An der Südseite besitzt das Haus einen offenen Eingangsvorbau mit Zierzinnen. An der Südwestecke befindet sich ein hoher, quadratischer Uhrturm, ansonsten ist das Haus symmetrisch angelegt. Die Innenräume liegen um ein zentrales, überkuppeltes Treppenhaus mit Oberlichtern. Die Repräsentationsräume im Erdgeschoss sind holzgetäfelt und mit Marmorkaminen und Stuckdecken im Jakobinischen Stil versehen. Zum Zeitpunkt der Errichtung in den 30er Jahren des 19. Jahrhunderts war das Haus auf dem neuesten Stand der Technik und verfügte über Heizungen und Toiletten mit Wasserspülung. An das Herrenhaus grenzt ein um 30 Grad versetzter, ebenfalls im Neo-Tudorstil errichteter westlicher Wirtschaftsflügel. Das zweigeschossige Gebäude ist niedriger als das Haupthaus und besitzt ein flaches Schieferdach. Ein ursprünglich geplanter Ostflügel, der die Symmetrie vervollständigt hätte, wurde nie errichtet. Westlich des Wirtschaftsflügels liegen die um einen Innenhof im einfachen Neo-Tudorstil angelegten ehemaligen Stallungen.
Der Garten südlich des Hauses ist als formaler Terrassengarten mit Blick auf den Fluss angelegt. Das alte Herrenhaus der Familie Vaughan befand sich nahe dem heutigen Gartenhaus, etwa 600 m von dem jetzigen Herrenhaus entfernt. Von dem Haus ist nur die Gartenmauer erhalten. Der umliegende Park wurde in den 1560er Jahren zunächst als über 160 ha großer Hirschpark angelegt. Im 19. Jahrhundert wurde die Umgebung des Hauses in einen Landschaftsgarten umgewandelt, der noch ein 8 ha großes Damwildgehege enthält. Um 1860 wurde im Park ein 4 ha großes Arboretum angelegt, unter anderem mit einem Küstenmammutbaum, Montereykiefern, Libanonzedern und anderen Bäumen und Sträuchern.